# Korjakiska
Korjakiska är ett tjuktji-kamtjatkanskt språk som talades av 3 500 personer år 1997. Korjakiska talas i Korjakien i Ryssland av korjakerna. Antalet etniska korjaker var 8 743 år 1997, vilket gjorde att cirka 40% av korjakerna kunde tala modersmålet.

## Status
Få barn talar språket. Dock lärs det ut i skolorna.